# Despatx Coromines
El Despatx Coromines és una obra racionalista de Sabadell (Vallès Occidental) inclosa a l'Inventari del Patrimoni Arquitectònic de Catalunya.

## Descripció
Conjunt d'edificacions, desenvolupades a l'entorn d'un pati, projectades com a oficines i habitatges. La façana que dona al carrer de Sant Feliu és enretirada respecte de l'eix del carrer, amb una zona enjardinada. Té planta i un pis a la banda esquerra i dos pisos a la dreta. Una finestra correguda segueix la façana del carrer Sant Feliu, que es troba dividida per un cos més elevat de maó vist.

## Història
L'obra va ser realitzada l'any 1958 sota la direcció de l'arquitecte Fèlix de Azua i Gruart. (Datació per font)